# Nogent-l'Abbesse
Nogent-l'Abbesse és un municipi francès, situat al departament del Marne i a la regió del Gran Est. L'any 2007 tenia 535 habitants.

## Demografia

### Població
El 2007 la població de fet de Nogent-l'Abbesse era de 535 persones. Hi havia 200 famílies, de les quals 40 eren unipersonals (12 homes vivint sols i 28 dones vivint soles), 68 parelles sense fills, 84 parelles amb fills i 8 famílies monoparentals amb fills.
La població ha evolucionat segons el següent gràfic:
Habitants censats

### Habitatges
El 2007 hi havia 244 habitatges, 205 eren l'habitatge principal de la família, 1 era una segona residència i 38 estaven desocupats. 241 eren cases i 3 eren apartaments. Dels 205 habitatges principals, 140 estaven ocupats pels seus propietaris, 60 estaven llogats i ocupats pels llogaters i 5 estaven cedits a títol gratuït; 10 tenien tres cambres, 37 en tenien quatre i 158 en tenien cinc o més. 186 habitatges disposaven pel capbaix d'una plaça de pàrquing. A 78 habitatges hi havia un automòbil i a 115 n'hi havia dos o més.

### Piràmide de població
La piràmide de població per edats i sexe el 2009 era:
| Homes | Edats   | Dones |
| ----- | ------- | ----- |
| 0     | 95 o +  | 0     |
| 0     | 90 a 94 | 4     |
| 4     | 85 a 89 | 4     |
| 0     | 80 a 84 | 0     |
| 12    | 75 a 79 | 8     |
| 0     | 70 a 74 | 8     |
| 16    | 65 a 69 | 8     |
| 16    | 60 a 64 | 12    |
| 16    | 55 a 59 | 16    |
| 12    | 50 a 54 | 8     |
| 28    | 45 a 49 | 28    |
| 8     | 40 a 44 | 12    |
| 24    | 35 a 39 | 20    |
| 8     | 30 a 34 | 12    |
| 8     | 25 a 29 | 8     |
| 12    | 20 a 24 | 12    |
| 36    | 15 a 19 | 0     |
| 12    | 10 a 14 | 4     |
| 24    | 5 a 9   | 20    |
| 20    | 0 a 4   | 4     |

## Economia
El 2007 la població en edat de treballar era de 345 persones, 274 eren actives i 71 eren inactives. De les 274 persones actives 261 estaven ocupades (140 homes i 121 dones) i 13 estaven aturades (5 homes i 8 dones). De les 71 persones inactives 28 estaven jubilades, 26 estaven estudiant i 17 estaven classificades com a «altres inactius».

### Ingressos
El 2009 a Nogent-l'Abbesse hi havia 221 unitats fiscals que integraven 583 persones, la mediana anual d'ingressos fiscals per persona era de 24.342 €.

### Activitats econòmiques
Dels 18  establiments que hi havia el 2007, 1 era d'una empresa alimentària, 1 d'una empresa de fabricació d'altres productes industrials, 4 d'empreses de construcció, 4 d'empreses de comerç i reparació d'automòbils, 1 d'una empresa de transport, 1 d'una empresa d'hostatgeria i restauració, 1 d'una empresa d'informació i comunicació, 1 d'una empresa immobiliària, 3 d'empreses de serveis i 1 d'una empresa classificada com a «altres activitats de serveis».
Dels 4 establiments de servei als particulars que hi havia el 2009, 1 era un paleta, 2 electricistes i 1 perruqueria.
L'any 2000 a Nogent-l'Abbesse hi havia 91 explotacions agrícoles que ocupaven un total de 1.377 hectàrees.

## Equipaments sanitaris i escolars
El 2009 hi havia una escola elemental integrada dins d'un grup escolar amb les comunes properes formant una escola dispersa.

## Poblacions més properes
El següent diagrama mostra les poblacions més properes.